# دوران ماشین

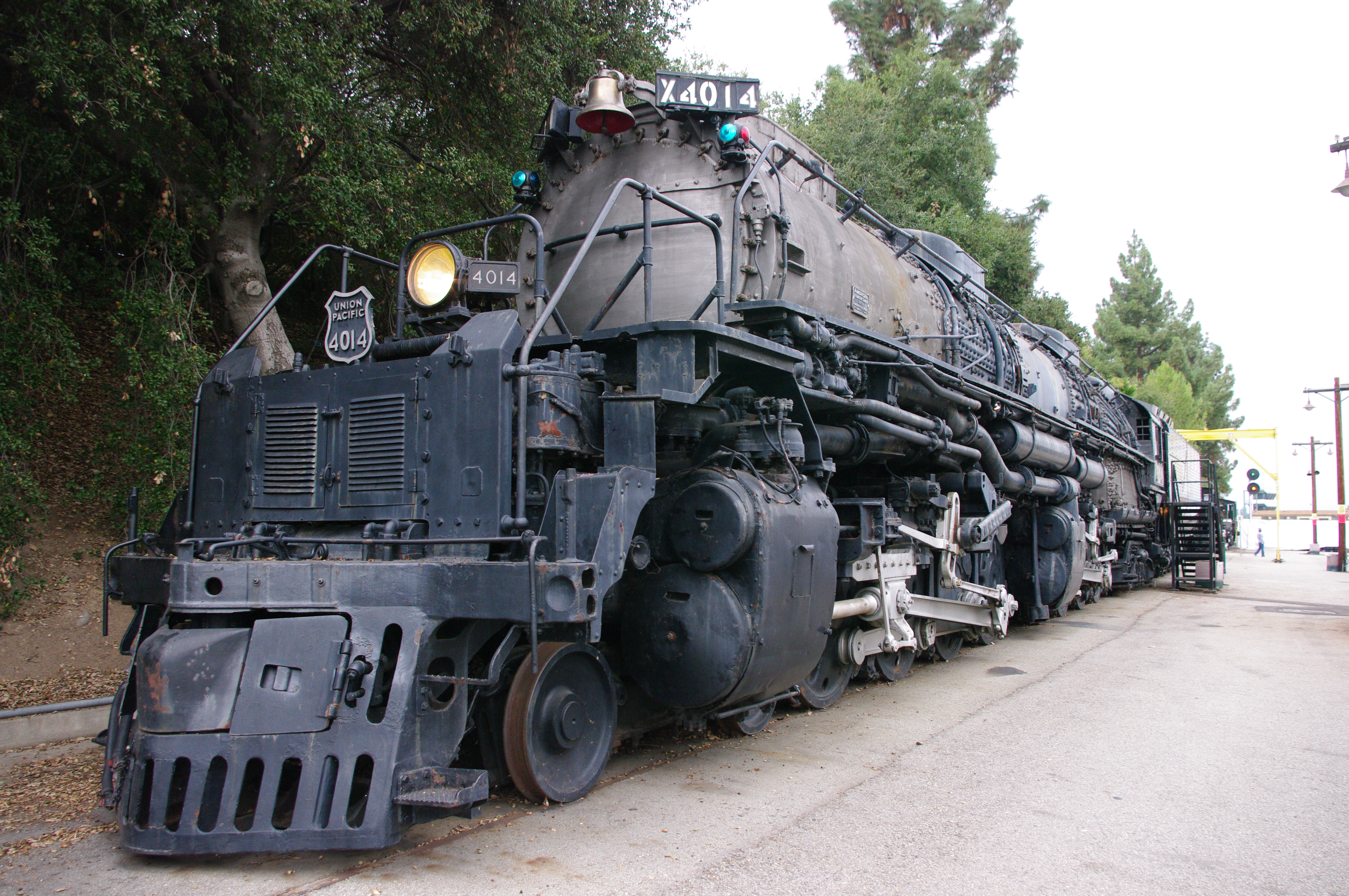
یک لوکوموتیو ساخته‌شده در اواسط سده بیستم میلادی

عصر ماشین دوره‌ای است در تاریخ صنعت که بین سال‌های ۱۸۸۰ تا ۱۹۴۵ میلادی رخ داد و به عنوان بخش پایانی انقلاب صنعتی دوم شناخته می‌شود. در این دوره، سازه‌های مکانیکی و ماشینی مانند اتوموبیل، لوکوموتیو، و هواپیما به طور گسترده تولید و مورد استفاده قرار گرفتند. این دوره شاهد پیشرفت‌های چشمگیر در زمینه‌های مختلف صنعتی، از جمله تولید انبوه، حمل‌ونقل و ارتباطات بود. اختراعاتی مانند موتورهای احتراق داخلی، هواپیما و لوکوموتیوهای قدرتمند، تحولات بزرگی در زندگی روزمره و اقتصاد جهانی ایجاد کردند.  
انقلاب دیجیتال به عصر ماشین‌های مکانیکی و غیر-هوشمند پایان بخشید. برخی از محققان این دوره جدید را «عصر ماشین دوم» می‌نامند. این دوره با ظهور فناوری‌های دیجیتال، رایانه‌ها و هوش مصنوعی، تغییرات بنیادینی در نحوه زندگی و کار انسان‌ها به وجود آورد.  